# Estació de Camp-redó
Camp-redó és una estació de ferrocarril propietat d'adif situada al sud del nucli de població de Camp-redó, al municipi de Tortosa, a la comarca catalana del Baix Ebre. L'estació es troba a la línia Tarragona - Tortosa/Ulldecona i hi tenen parada trens de la línia R16 dels serveis regionals de Rodalies de Catalunya, operats per Renfe Operadora.
Aquesta estació de la línia de Tortosa va entrar en servei l'any 1867 quan va entrar en servei el tram construït per la Companyia Ferroviària d'Almansa a València i Tarragona (AVT) entre l'Aldea i Ulldecona obrint l'últim tram d'una línia que ja tenia serveis des de l'Aldea cap al nord i des d'Ulldecona al sud des de 1865. Aquest tram va ser l'últim en posar-se en funcionament per la construcció del pont del riu Ebre.
L'any 2016 va registrar l'entrada de 1.000 passatgers.

## Serveis ferroviaris
| Serveis regionals de Rodalies de Catalunya |         |       |                   |                                                          |
| Procedència/Destinació                     | <       | Línia | >                 | Procedència/Destinació                                   |
| Tortosa                                    | Tortosa |       | L'Aldea - Amposta | Barcelona-Estació de França Barcelona-Sant Andreu Comtal |